# 博格奇托 (密西西比州林肯縣)
博格奇托（英語：Bogue Chitto）是位於美國密西西比州林肯縣的普查規定居民點。

## 人口
根據2020年美國人口普查的數據，博格奇托的面積為5.85平方千米，皆為陸地。當地共有人口437人，而人口密度為每平方千米74.7人。